# Đội tuyển bóng chuyền nữ quốc gia Đài Bắc Trung Hoa
Đội tuyển bóng chuyền nữ Đài Bắc Trung Hoa là đội tuyển bóng chuyền nữ được quản lý bởi Hiệp hội bóng chuyền Đài Bắc Trung Hoa, diện cho Đài Bắc Trung Hoa trong các cuộc thi đấu quốc tế và các trận giao hữu.
Đội tuyển bóng chuyền nữ Đài Bắc Trung Hoa là một trong những đội bóng hàng đầu của châu Á. Đội đã 2 lần tham dự Giải vô địch bóng chuyền nữ thế giới. Lần gần nhất đội tuyển tham dự giải đấu này là vào năm 2006, khi đã có chiến thắng trước chủ nhà Nhật Bản trong ngày khai mạc,  tiếp theo là đánh bại Hàn Quốc, Ba Lan, Kenya và Costa Rica ở vòng 1 và kết thúc giải ở vị trí thứ 12.
Tại đấu trường châu Á, đội tuyển này đã tham dự Đại hội thể thao châu Á 2006 được tổ chức tại Doha, Qatar và giành huy chương đồng, tấm huy chương đầu tiên ở môn bóng chuyền nữ tại Đại hội Thể thao châu Á mà Đài Bắc Trung Hoa có được.

## Kết quả

### Giải Vô địch Bóng chuyền nữ Thế giới
- 1990 – Hạng 11
- 2006 – Hạng 12

### World Grand Prix
- 1994 – Hạng 12
- 2007 – Hạng 12
- 2010 – Hạng 12
- 2012 – Hạng 16

### FIVB Challenger Cup
- 2019 – Hạng 6

### Đại hội thể thao châu Á
- 2008 – Hạng 6
- 2010 – Hạng 6
- 2012 – Hạng 7
- 2014 – Hạng 6
- 2016 – Hạng 5
- 2018 – Hạng 4
- 2022 – Hạng 5

### Giải vô địch châu Á
- 1983 – Hạng 4
- 1989 – Hạng 4
- 1991 – Hạng 5
- 1993 – Hạng 4
- 1995 – Hạng 4
- 1997 – Hạng 4
- 1999 – Hạng 5
- 2001 – Hạng 5
- 2003 – Hạng 5
- 2005 – Hạng 5
- 2007 – Hạng 6
- 2009 – Hạng 6
- 2011 – Hạng 5
- 2013 – Hạng 7
- 2015 – Hạng 4
- 2017 – Hạng 6
- 2019 – Hạng 6
- 2023 – Hạng 9

### Cúp bóng chuyền châu Á
- 2008 – Hạng 6
- 2010 – Hạng 6
- 2012 – Hạng 7
- 2014 – Hạng 6
- 2016 – Hạng 5
- 2018 – Hạng 4
- 2022 – Hạng 5

### Cúp thách thức châu Á
- 2023 –  Huy chương Đồng
- 2024 – Hạng 9

## Đội hình hiện tại
Đội hình tham dự Giải vô địch bóng chuyền nữ châu Á 2023
- Huấn luyện viên: Lin Ming-Hui

## Huấn luyện viên trưởng
- Norimasa Sakakuchi (2009-2012)
- Lin Ming-Hui (2013)
- Rampazzo Federico (2013-2014)
- Huang Chih-Nan (2014)
- Lin Ming-Hui (2015-2019)
- Koji Tsuzurubara (2019-2022)
- Chen Yu-An (2022-2023)

## Lịch sử đối đầu

### Tại Giải Vô địch Thế giới
| Đội tuyển            | Liên đoàn | Số trận | Thắng | Thắng 3-0 | Thắng 3-1 | Thắng 3-2 | Thua | Thua 2-3 | Thua 1-3 | Thua 0-3 |
| -------------------- | --------- | ------- | ----- | --------- | --------- | --------- | ---- | -------- | -------- | -------- |
| Costa Rica           | NORCECA   | 1       | 1     | 1         | -         | -         | 0    | -        | -        | -        |
| Cuba                 | NORCECA   | 2       | 0     | -         | -         | -         | 2    | -        | -        | 2        |
| Đức                  | CEV       | 1       | 0     | -         | -         | -         | 1    | -        | -        | 1        |
| Ý                    | CEV       | 2       | 0     | -         | -         | -         | 2    | 1        | -        | 1        |
| Nhật Bản             | AVC       | 2       | 1     | -         | 1         | -         | 1    | -        | -        | 1        |
| Kenya                | CAVB      | 1       | 1     | 1         | -         | -         | 0    | -        | -        | -        |
| Hàn Quốc             | AVC       | 1       | 1     | -         | -         | 1         | 0    | -        | -        | -        |
| Perú                 | CSV       | 1       | 0     | -         | -         | -         | 1    | -        | -        | 1        |
| Ba Lan               | CEV       | 1       | 1     | -         | 1         | -         | 0    | -        | -        | -        |
| Thổ Nhĩ Kỳ           | CEV       | 1       | 0     | -         | -         | -         | 1    | -        | 1        | -        |
| Hoa Kỳ               | NORCECA   | 1       | 0     | -         | -         | -         | 1    | -        | -        | 1        |
| Đông Đức             | CEV       | 1       | 1     | 1         | -         | -         | 0    | -        | -        | -        |
| Serbia và Montenegro | CEV       | 1       | 0     | -         | -         | -         | 1    | 1        | -        | -        |
| Tây Đức              | CEV       | 1       | 1     | -         | 1         | -         | 0    | -        | -        | -        |